# 觅儿寺镇
觅儿寺镇是中华人民共和国湖北省黄冈市红安县下辖的一个镇。

## 行政区划
觅儿寺镇下辖以下村级行政区划单位：
周家楼村、柏树岗村、徐家楼村、李家畈村、张湾村、普安桥村、尚古山村、董家湾村、郑家岗村、新集街村、依河墩村、王槐湾村、凤凰山村、栗林岗村、柏林湾村、杨家田村、栗梓园村、中分湾村、夏家寨村、座坡村、凉亭村、黄家岗村、茶安庙村、张胡家村、分水岭村和觅儿寺社区。